# Giuseppe Gianfranceschi
Giuseppe Gianfranceschi (Arcevia, 21 febbraio 1875 – Roma, 9 luglio 1934) è stato un fisico e presbitero italiano.
Rettore della Pontificia Università Gregoriana dal 1926 al 1930, Papa Benedetto XV lo nominò presidente della Pontificia accademia delle scienze nel 1921. Prese parte alla seconda spedizione al Polo Nord e, nel 1930, assunse la direzione dell'appena fondata Radio Vaticana che segnò l'inizio di una fruttuosa collaborazione con Guglielmo Marconi.

## Biografia

### Formazione e primi anni di docenza
Nacque il 21 febbraio del 1875 ad Arcevia, nella provincia di Ancona, da Agostino, un falegname, e da Colomba Brugè. Terminato il percorso liceale ad Ancona, si trasferì a Roma per poter intraprendere gli studi di ingegneria all'Università di Roma. Il percorso universitario fu però momentaneamente interrotto quando, il 12 novembre 1896, prese la decisione di entrare nel noviziato della Compagnia di Gesù che lo portò, infine, ad essere ordinato prete nel 1909. Quando riprese gli studi presso l'università Gregoriana, nel 1899, nel giro di un decennio si laureò e specializzò in diverse discipline; alla laurea in filosofia nel 1901 seguì quella in matematica e fisica ed infine quella in teologia nel 1910.
Egli si diede fin da subito all'insegnamento diventando docente di astronomia e fisica presso la stessa università Gregoriana, ma, contestualmente, si dedicò anche all'attività pastorale e assunse l'incarico di Assistente Ecclesiastico dell'ASCI oltre che il rettorato della Chiesa di Sant'Ignazio di Loyola a partire dal 1924.
Ottenuta la libera docenza all'Università di Roma, dov'era assistente dell'istituto di fisica, lavorò alla ricerca sperimentale in due direzioni; in acustica, concentrando i suoi studi sulla confutazione della teoria delle vocali di Hermann von Helmholtz, e nella misurazione della velocità di rotazione della terra basata sulla deviazione dei gravi in caduta così come previsto da Galileo Galilei. Ripeté e confermò più di una volta le misurazioni e in questo alcuni vollero leggerci un modo per riparare dalle censure perpetrate proprio dai gesuiti nei confronti dello scienziato toscano.

### L'Accademia Pontificia e la divulgazione scientifica
Quando nel 1921 venne nominato presidente della Pontificia accademia delle scienze da Papa Benedetto XV, cominciò per lui una nuova fase che fu dedita principalmente al rinnovamento dell'istituzione, in declino da diversi decenni, e alla divulgazione scientifica della relatività e della teoria dei quanti, le ultime novità del tempo nel campo della fisica. Egli fu, infatti, uno dei primi in Italia a riconoscere l'importanza del lavoro di Albert Einstein e le nuove teorie circa lo spaziotempo interessarono i suoi studi fin dai primi anni, in linea con il suo pensiero tomista. Rinnovato il sostegno pontificio anche da parte di Papa Pio XI, poté proseguire l'opera di rinnovamento dell'accademia che sotto la sua guida si aprì a nuovi soci di chiara fama, anche di fede non cattolica, mantenendo quest'incarico fino alla sua morte.
Tra il 1928 e il 1929 prese parte alla seconda spedizione al Polo Nord su invito del generale Umberto Nobile che, come ebbe a dire in un'intervista, fu autorizzato dalla moglie a tentare l'impresa solo se anche un cappellano avesse fatto parte dell'equipaggio. Il nome di Gianfranceschi gli venne indicato dallo stesso Pontefice. Il fisico, fortunatamente, non era presente durante l'ultimo volo del dirigibile Italia sfuggendo, così, al tragico incidente che uccise parte dell'equipaggio. Egli, tuttavia, fu parte attiva della ricerca dei superstiti e ne scrisse in Un diario verso il Polo nord.

### La Radio Vaticana e gli ultimi anni
Fu importante, inoltre, la sua presenza come docente all'interno dell'Università Gregoriana, dove insegnò diverse materie per più di vent'anni e dove fu rettore dal 1926 al 1930. Lasciò quest'incarico per poter assumere la direzione della Radio Vaticana, appena fondata su impulso di Papa Pio XI che, nel 1929, incaricò Guglielmo Marconi d'impiantare una prima emittente. Le trasmissioni iniziarono il 12 febbraio del 1931 con un messaggio del Papa diretto a tutto il mondo. Da quest'esperienza nascerà una collaborazione tra Marconi e Gianfranceschi che porterà all'inaugurazione, nel 1933, del primo ponte radio stabile ad onde corte sito tra Castel Gandolfo e il Vaticano. Parrebbe inoltre aver avuto un ruolo determinante nella conversione al cattolicesimo dello stesso Marconi.
A partire dall'aprile del 1931 Gianfranceschi avviò, inoltre, una radiotrasmissione scientifica in lingua latina, la Scientiarum nuncius radiophonicus, in cui, oltre a documentare i risultati degli esperimenti portati avanti con Marconi, trattò le più recenti novità del tempo in campo fisico e sperimentale. Per il vaticano partecipò a numerose conferenze scientifiche in tutto il mondo come delegato pontificio.
I suoi ultimi anni sono quindi segnati dall'attività di divulgazione scientifica e numerose furono, nel corso della sua vita, le pubblicazioni che scrisse o tradusse. Continuò a dedicarsi, inoltre, al lavoro di sviluppo e rinnovamento dell'Accademia pontificia e della radio vaticana. Morì a Roma il 9 luglio 1934, a seguito di una malattia. La sua morte fu ricordata da numerose università e istituzioni radiofoniche in Europa e lo stesso pontefice, durante una seduta accademica del 1936, lo ricordò così:
(Papa Pio XI)

## Opere e scritti
Di seguito è elencata una lista parziale:
- Sui campi idrodinamici del Bjerknes (1908)
- Deviazione dei gravi in caduta (1913)
- L'errore di ortogonalità nella scrittura di moti periodici (1913)
- La scrittura delle vibrazioni acustiche per mezzo dell'elettrometro bifilare del Wulf (1913)
- Per lo studio delle corde vocali (1914)
- La durata minima di un suono sufficiente per individuarlo (1914)
- Per lo studio del corista campione dell'Ufficio centrale italiano (1914)
- La scrittura acustica delle consonanti (1918)
- La componente orizzontale del moto istantaneo della Terra (1918)
- Sulle cause dall'allargamento delle righe spettrali (1919)
- La Fisica dei Corpuscoli (1920)
- Diario verso il Polo Nord (1928)